# 蒲缥人

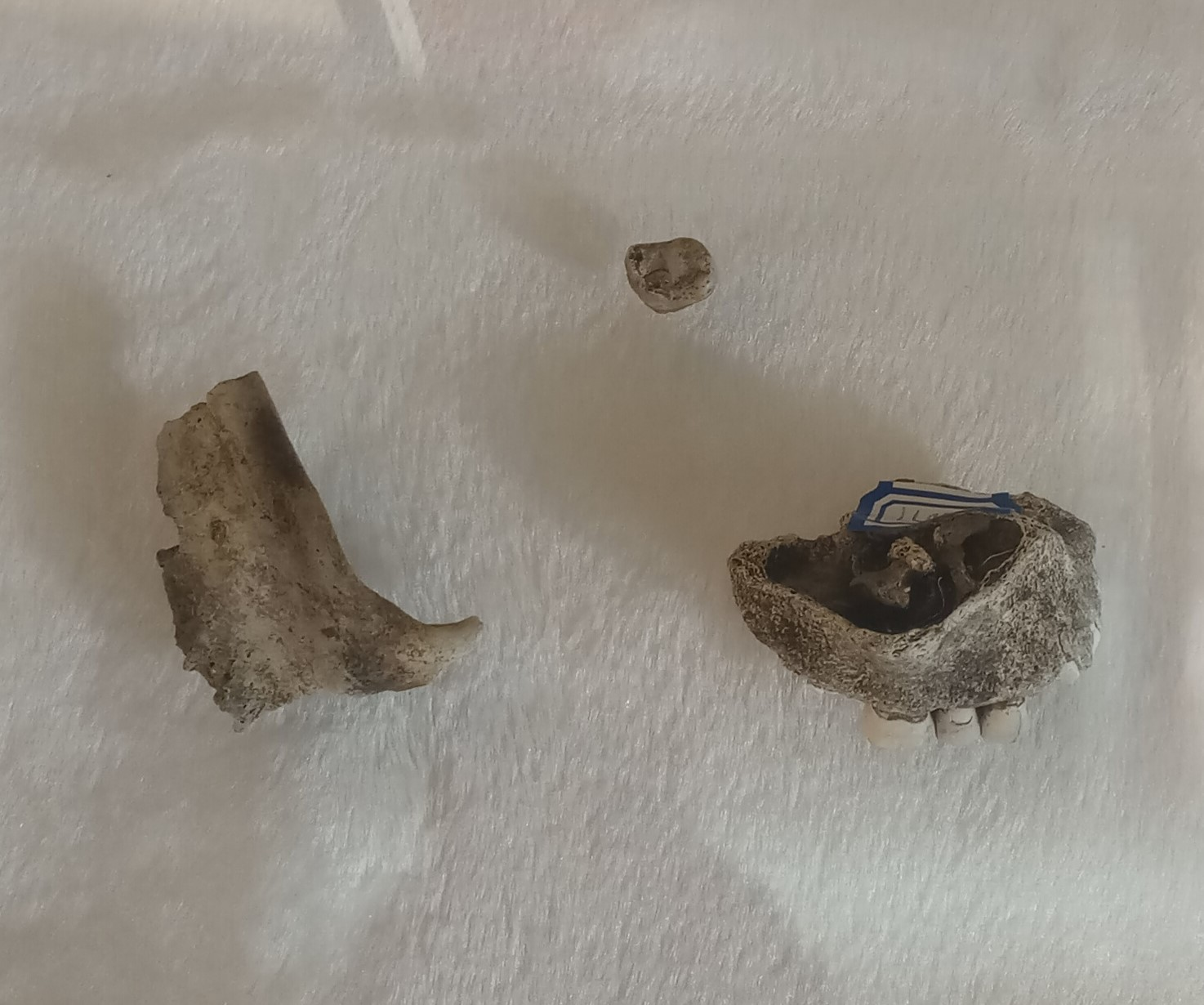
“蒲缥人”化石，旧石器时代晚期塘子沟遗址，现藏于保山市博物馆

蒲缥人，是旧石器时代的一种智人，因塘子沟遗址发掘中发现其遗骸。时代约距今l万年到6000、7000年或更晚时期，也被称为蒲缥人文化。

## 特点
1986年12月到1987年1月，云南省考古工作者由云南古人类研究室主任张兴永领导挖掘，在对保山市蒲缥塘子沟遗址发掘中，出土了4个个体的人骨化石、4百多件石器骨器、33种动物的千多件化石标本、部分植物果核化石、大量烧骨、炭灰以及灰坑、柱洞等遗迹。其出土人骨化石计头盖骨1件，上颌骨2件，下颌骨1件，单颗牙齿5枚，分属青、中、老年的4个个体，具有蒙古人种特征。证明其原始经济生活依靠渔猎采集为生，是云南省发现的旧石器时代中首个洞外居住遗址。
之后考古队在保山市龙王塘、火星山遗址中发现，新遗址并与塘子沟的智人有明显亲缘关系。考古学家因此命名为“蒲缥人”。蒲缥人文化是云南自元谋人文化后第二个旧石器时代文化。1987年，万仞岗遗址出土完整人类头骨化石，为“姚关人”，其与同属一文化类型，均具备较好的取火、存火技能。